# Aloe immaculata
Aloe immaculata är en grästrädsväxtart som beskrevs av Neville Stuart Pillans. Aloe immaculata ingår i släktet Aloe och familjen grästrädsväxter. Inga underarter finns listade i Catalogue of Life.